# Tom Jones (Autor)

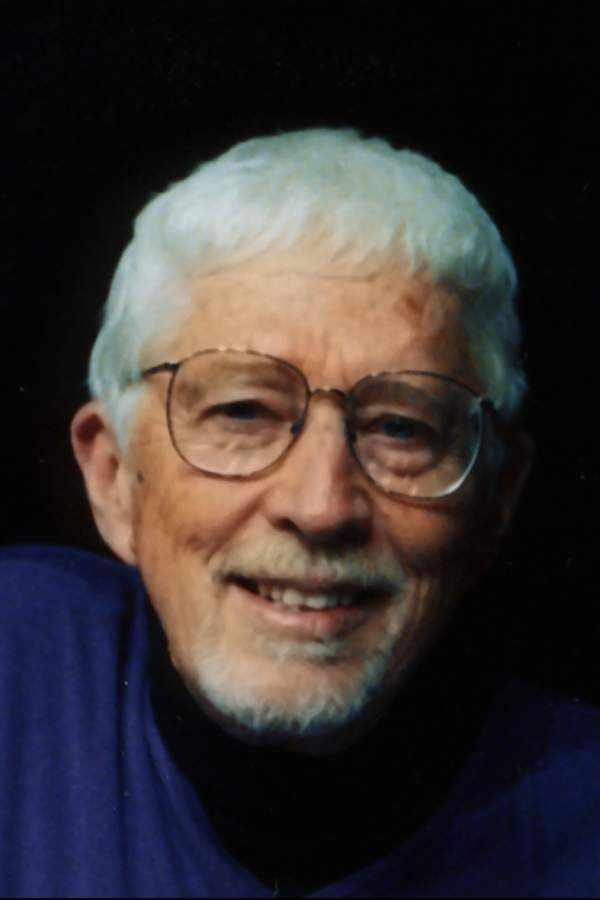
Tom Jones (2008)

Thomas Collins „Tom“ Jones  (* 17. Februar 1928 in Littlefield, Texas; † 11. August 2023 in Sharon, Connecticut) war ein US-amerikanischer Musical-Texter. Er wurde als Autor der Bücher zu Musicals wie The Fantasticks und I Do! I Do! bekannt.

## Leben
Jones wurde 1928 in Littlefield, Texas als Sohn von Jessie Jones (geb. Bellomy) und William T. Jones, eines Mitarbeiters einer Brutanstalt, geboren. Während seines Studiums an der University of Texas in Austin traf Jones den Musical-Komponisten Harvey Schmidt. Schmidt begann auf Anregung von Jones Schauspiel-Studenten auf dem Klavier zu begleiten. Kurze Zeit später begannen die beiden mit dem Schreiben von Musicals. Das erste veröffentlichte Stück war eine Revue.
Jones’ bedeutendstes Werk ist das zwischen 1960 und 2002 insgesamt 17.162-mal Off-Broadway-aufgeführte Musical The Fantasticks, für das er 1992 einen Tony Honors for Excellence in Theatre-Award erhielt.
Die nächsten erfolgreichen Musical des Teams Schmidt/Jones waren 1963 110 in the Shade (330 Vorstellungen, nominiert für den Tony Award in der Kategorie Komponist und Texter) und I Do! I Do! (1966, 560 Broadway-Aufführungen, Deutsch: … bis dass der Tod uns scheidet).
Jones heiratete am 1. Juni 1963 die Autorin Elinor Wright. Nach der Scheidung heiratete er am 21. Juni 1984 die 2016 verstorbene Choreografin Janet Watson. Jones war Vater zweier Söhne, Sam und Mike, und wohnte in West Cornwall, Connecticut.
Im August 2023 starb Jones im Alter von 95 Jahren.

## Musicals
- Shoestring ’57 (1957)
- Demi-Dozen (1958)
- The Fantasticks (1960)
- 110 in the Shade (1963)
- The Game of Love (1965)
- I Do! I Do! (1966)
- Celebration (1969)
- Colette (1970)
- Philemon (1973)
- Colette (1982)
- Grovers Corners (1987)
- Mirette (1996)
- Roadside (2001)[4]
- Harold and Maude (2004; Music von Joseph Thalken, nach dem gleichnamigen Film)